# Пако (Боровниця)
Пако (словен. Pako) — поселення в общині Боровниця, Осреднєсловенський регіон, Словенія. Висота над рівнем моря: 349 м.